# Riccardo Galli
Riccardo Galli (Milano, 1869 – Barzio, 1944) è stato un pittore, illustratore e incisore italiano.

## Biografia
Riccardo Galli nasce a Milano nel 1869, oltre che pittore fu anche poeta e illustratore per note riviste dell’epoca e per l’editore Ricordi e musicista. Fu allievo di Giuseppe Bertini (pittore) all’Accademia di belle arti di Brera .
La sua pittura all’inizio fu ispirata dal vero e che trovava i propri temi nella vita contadina e della campagna. Una pittura costruita con il colore sovrapposto in dense pennellate e che era indirizzata dagli ideali patriottici verso il naturalismo lombardo. Questo interesse per una pittura ispirata al reale e per l’uso accentuato del colore l’avvia alla frequentazione dello studio di Mosè Bianchi e dei caffè di Milano dove allora si esponevano i quadri dei naturalisti lombardi come Emilio Gola ed Eugenio Gignous. Alla produzione di ispirazione contadina accostava una notevole produzione di ritratti. Con il tempo la sua pittura si trasformerà e i suoi colori tenderanno a diventare più luminosi tanto che la sua ricerca pittorica, nel corso degli anni venti, si porta verso più evidenti effetti luministici,(..) già presenti nelle sue prime produzioni diventando man mano più indirizzata al ritratto tardo ottocentesco.

## Mostre
Iniziò la sua attività espositiva alla Triennale di Brera del 1887 sede in cui espose nuovamente nel 1890, espose tra l'altro alla Esposizione Nazionale di Firenze del 1927, alla Quadriennale di Torino del 1928, alla I° biennale di Napoli, partecipò inoltre e ben sei volte nel 1905, 1912, 1920, 1922, 1924, 1926 alla Esposizione internazionale d'arte di Venezia.

## Musei e gallerie
10 opere si trovano nelle Raccolte d'arte dell'Ospedale Maggiore, una sua opera campagna lombarda lavandaie si trova nella collezione del Banco Popolare di Milano, Il Comanducci riporta la notizia di diverse sue opere conservate presso il museo di arte moderna di Milano compreso un ritratto di Vittorio Emanuele III e il Ritratto del pittore Ludovico Cavalleri e di un'opera Oro e Azzurro che si trova nel Museo di Buenos Aires, una sua opera si trova presso l’azienda di servizio ospedaliero Golgiredaelli, il suo lavoro è presente nel patrimonio dell’istituto dei ciechi di Milano.